# Codex Seraphinianus
O Codex Seraphinianus é uma enciclopédia sobre um mundo imaginário com um texto indecifrável com mais de mil desenhos feitos pelo artista e arquiteto italiano Luigi Serafini entre 1976 e 1978. A primeira edição do livro foi publicada em 1981 pela Franco Maria Ricci. Em 2006, o livro foi relançado na Itália pela editora Rizzoli numa edição mais econômica, porém com excelente qualidade de impressão.
Entre os muitos cultores do Codex contam-se Italo Calvino, Federico Zeri, Vittorio Sgarbi, Giorgio Manganelli, Achille Bonito Oliva, Tim Burton, Douglas Hofstader, Philippe Decouflé, John Cage.
Durante trinta meses o artista italiano dedicou-se integralmente a dar forma ao Codex Seraphinianus, um livro de quase 400 páginas que, de maneira fantástica e visionária, reinterpreta a zoologia, a botânica, a mineralogia, a etnografia, a arquitetura etc.
A indecifrável escrita da língua serafiniana, que percorre o livro inteiro, expressaria as seções, as legendas de desenhos e a numeração. O todo forma um conjunto homogêneo e coerente(?!) graças à criatividade do artista presente em cada página. Duas páginas contêm, entretanto, no interior das “ilustrações”, termos em francês e em inglês que não formam um sentido imediato: "fille orgiaq surgie et devinée", "le premier jour” “you” “bien” “desir” etc. 
Na primeira página, um desenhista, cujo antebraço é uma caneta estilográfica, escreve, sobre um bloco apoiado a um cavalete, as palavras acima transcritas. Estas apresentam-se como desenho, o que ocorre no próprio Codex. Pelo chão, encontram-se palavras esparramadas como manchas de tinta. Dentro desse mundo imaginário, as palavras em francês e inglês parecem produzir o mesmo efeito que a escrita serafiniana produz em nós. Na segunda página, o escritor–desenhista encontra-se ao chão, assassinado com uma caneta esferográfica enfiada na barriga e do seu corpo escorre nanquim, que é seu sangue.
Por meio de suas imagens o artista convida o leitor a pensar num mundo cuja compreensão não está numa leitura construída com símbolos convencionais, e sim numa outra leitura expressa por um intricado sistema de signos que remetem a outros signos, que remetem a outros signos etc.

## Ligações Externas
- Biografia de Serafini com mais de 25 imagens do Codex Seraphinianus
- Página sobre Luigi Serafini
- Another Green World: The Codex Seraphinianus, by John Coulthart
- Peter Schwenger's Codex Seraphinianus, Hallucinatory Encyclopedia
- "The Worlds of Luigi Serafini", by Jordan Hurder
- Website sobre o codex
- Tricodex, ballet acrobático inspirado no Codex Seraphinianus
- Seraphinianos
- El País Semanal - 18/11/2007